# Стадіон Короля Фахда
Стадіон Короля Фахда (араб. ملعب الملك فهد) — багатофункціональний стадіон в місті Ет-Таїф Саудівської Аравії, відкритий у 1985 році. Стадіоні вміщає 17 000 глядачів.
Стадіон в основному використовується для футбольних матчів, у 1989 році цей стадіон використовувався для проведення матчів молодіжного чемпіонату світу з футболу до 20 років. У 2005 році цей стадіон був використаний для Ісламських ігор солідарності.